# Hurricane Riri, Boston Mari
«Hurricane Riri, Boston Mari» es el séptimo sencillo del grupo AAA: Attack All Around, fue lanzado el 31 de mayo de 2006. Este es el tercer sencillo perteneciente a su segundo álbum, ALL.

## Listado de temas

### CD
1. «Hurricane Riri, Boston Mari»
2. BLOOD on FIRE ~Live Version~ -1st ATTACK ROUND 2 SHIBUYA-AX on 24th of March 2006-
3. «Hurricane Riri, Boston Mari»　~Instrumental~

### DVD
1. «Hurricane Riri, Boston Mari»

- Datos: Q1093371